# 蒂姆·凱恩 (遊戲開發者)

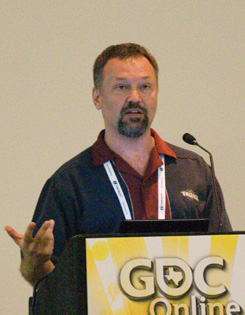
蒂莫西·凱恩 (Timothy Cain) 在 GDC 2010 上

蒂莫西·凯恩是美国电子游戏开发者。他最知名的作品是1997年角色扮演游戏《辐射》，该作中他身兼制作人、程序师、设计师数职。传主2009年登上IGN史上百大游戏创作者榜单。